# Szalaszend
Szalaszend is een plaats (község) en gemeente in het Hongaarse comitaat Borsod-Abaúj-Zemplén. Szalaszend telt 1163 inwoners (2001).